# 齿螯额角蛛
齿螯额角蛛（学名：Gnathonarium dentatum）为皿蛛科额角蛛属的动物。分布于古北区以及中国大陆的河北、内蒙古、黑龙江、吉林、山东、江苏、浙江、安徽、河南、湖北、湖南、广东、陕西、青海、四川等地，主要栖息于麦田和草丛。该物种的模式产地在欧洲。